# Clown (Emeli Sandé)
"Clown" is een nummer van de Schotse zangeres Emeli Sandé. Het nummer verscheen op haar debuutalbum Our Version of Events uit 2012. Op 3 februari 2013 werd het nummer uitgebracht als de vijfde en laatste single van het album.

## Achtergrond
"Clown" is geschreven door Sandé in samenwerking met Shahid Khan en Grant Mitchell en geproduceerd door Khan onder zijn pseudoniem Naughty Boy. In het nummer zingt Sandé over haar eerste ervaringen in de muziekindustrie. Het gaat vooral over haar zoektocht naar een platencontract en de ontmoetingen die zij had met verschillende mensen uit de industrie. Zij vertelde hierover: "Het gaat over het gevoel dat ik had toen ik probeerde om een contract te krijgen, ik ging naar al deze vergaderingen en men keek naar mij alsof ze zich afvroegen 'Wat moeten we met jou doen'? Het gaat over het niet toestaan om door anderen beoordeeld te worden of om als een idioot aangezien te worden. Ik vind dat de video dat reflecteert."
"Clown" werd een grote hit op de Britse eilanden met een vierde plaats in het Verenigd Koninkrijk en een zesde plaats in Ierland. In Nederland behaalde het de Top 40 niet en stond het twaalf achtereenvolgende weken in de Tipparade, waar het op de vierde plaats bleef steken. Daarentegen werd de Single Top 100 wel bereikt met een 25e positie als hoogste notering. In Vlaanderen werd het ook een hit met een 32e plaats in de Ultratop 50. De videoclip is opgenomen in de stijl van een stomme film en laat zien hoe Sandé door een aantal mannen in militaire uniformen wordt gedwongen om een document te tekenen zodat zij er iets voor terug kan krijgen.
In 2016 werd "Clown" gecoverd door de Nederlandse groep O'G3NE in het televisieprogramma Beste Zangers. Hun versie bereikte de eerste plaats in de iTunes-hitlijst en kwam tot plaats 64 in de Single Top 100. Het nummer werd uitgebracht op de speciale editie van hun studioalbum We Got This.

## Hitnoteringen
Alle noteringen zijn behaald door de versie van Emeli Sandé.

### Single Top 100
| Hitnotering week 1 t/m 5: 10-11-2012 t/m 08-12-2012 Hitnotering week 6 t/m 14: 29-12-2012 t/m 23-02-2013 | Hitnotering week 1 t/m 5: 10-11-2012 t/m 08-12-2012 Hitnotering week 6 t/m 14: 29-12-2012 t/m 23-02-2013 | Hitnotering week 1 t/m 5: 10-11-2012 t/m 08-12-2012 Hitnotering week 6 t/m 14: 29-12-2012 t/m 23-02-2013 | Hitnotering week 1 t/m 5: 10-11-2012 t/m 08-12-2012 Hitnotering week 6 t/m 14: 29-12-2012 t/m 23-02-2013 | Hitnotering week 1 t/m 5: 10-11-2012 t/m 08-12-2012 Hitnotering week 6 t/m 14: 29-12-2012 t/m 23-02-2013 | Hitnotering week 1 t/m 5: 10-11-2012 t/m 08-12-2012 Hitnotering week 6 t/m 14: 29-12-2012 t/m 23-02-2013 | Hitnotering week 1 t/m 5: 10-11-2012 t/m 08-12-2012 Hitnotering week 6 t/m 14: 29-12-2012 t/m 23-02-2013 | Hitnotering week 1 t/m 5: 10-11-2012 t/m 08-12-2012 Hitnotering week 6 t/m 14: 29-12-2012 t/m 23-02-2013 | Hitnotering week 1 t/m 5: 10-11-2012 t/m 08-12-2012 Hitnotering week 6 t/m 14: 29-12-2012 t/m 23-02-2013 | Hitnotering week 1 t/m 5: 10-11-2012 t/m 08-12-2012 Hitnotering week 6 t/m 14: 29-12-2012 t/m 23-02-2013 | Hitnotering week 1 t/m 5: 10-11-2012 t/m 08-12-2012 Hitnotering week 6 t/m 14: 29-12-2012 t/m 23-02-2013 | Hitnotering week 1 t/m 5: 10-11-2012 t/m 08-12-2012 Hitnotering week 6 t/m 14: 29-12-2012 t/m 23-02-2013 | Hitnotering week 1 t/m 5: 10-11-2012 t/m 08-12-2012 Hitnotering week 6 t/m 14: 29-12-2012 t/m 23-02-2013 | Hitnotering week 1 t/m 5: 10-11-2012 t/m 08-12-2012 Hitnotering week 6 t/m 14: 29-12-2012 t/m 23-02-2013 | Hitnotering week 1 t/m 5: 10-11-2012 t/m 08-12-2012 Hitnotering week 6 t/m 14: 29-12-2012 t/m 23-02-2013 | Hitnotering week 1 t/m 5: 10-11-2012 t/m 08-12-2012 Hitnotering week 6 t/m 14: 29-12-2012 t/m 23-02-2013 | Hitnotering week 1 t/m 5: 10-11-2012 t/m 08-12-2012 Hitnotering week 6 t/m 14: 29-12-2012 t/m 23-02-2013 |
| Week | 1 | 2 | 3 | 4 | 5 | | 6 | 7 | 8 | 9 | 10 | 11 | 12 | 13 | 14 | |
| --- | --- | --- | --- | --- | --- | --- | --- | --- | --- | --- | --- | --- | --- | --- | --- | --- |
| Positie                                                                                                  | 97 | 92 | 29 | 56 | 92 | uit | 85 | 75 | 33 | 43 | 50 | 25 | 38 | 72 | 78 | uit |

### NPO Radio 2 Top 2000
| Nummer met noteringen in de NPO Radio 2 Top 2000 | '15  | '16  | '17  | '18  | '19  | '20  |
| ------------------------------------------------ | ---- | ---- | ---- | ---- | ---- | ---- |
| Clown                                            | 1381 | 1061 | 1251 | 1465 | 1671 | 1864 |

1. ↑  Een vetgedrukt getal geeft de hoogste notering aan.
2. ↑  2015 was het eerste jaar met een notering voor dit nummer.
3. ↑  Deze tabel is bijgewerkt tot en met de laatste editie (2024).